# كيفن سيرافين
كيفن سيرافين (بالفرنسية: Kevin Séraphin)‏ مواليد 7 ديسمبر 1989 في كايين، غويانا الفرنسية، فرنسا، هو لاعب كرة سلة محترف فرنسي بدأ مسيرته الاحترافية في سنة 2007 حيث تم اختياره من قبل فريق شيكاغو بولز خلال الدرافت، يلعب مع فريق نيويورك نيكس في الرابطة الوطنية لكرة السلة كلاعب وسط ويحمل الرقم 1. يبلغ طوله 6 قدم 10 بوصة (2.1 م). مثّل منتخب بلاده. شارك في مسابقة كرة السلة في الألعاب الأولمبية الصيفية. أحرز مع المنتخب المركز الثاني في بطولة أمم أوروبا لكرة السلة 2011.

## فرق لعب لها
- شوليه باسكت
- واشنطن ويزاردز
- ساسكي باسكونيا
- نيويورك نيكس

## إحصائيات المسيرة

### الموسم الاعتيادي للإن بي إيه
| السنة   | الفريق         | لعب | بدأ | دقيقة | ميداني% | ثلاثية | حرة  | ارتداد | صنع | استلاب | تصدي | نقطة |
| ------- | -------------- | --- | --- | ----- | ------- | ------ | ---- | ------ | --- | ------ | ---- | ---- |
| 2010–11 | واشنطن ويزاردز | 58  | 1   | 10.9  | .449    | .000   | .710 | 2.6    | .3  | .3     | .5   | 2.7  |
| 2011–12 | واشنطن ويزاردز | 57  | 21  | 20.6  | .531    | .000   | .671 | 4.9    | .6  | .3     | 1.3  | 7.9  |
| 2012–13 | واشنطن ويزاردز | 79  | 8   | 21.8  | .461    | .000   | .693 | 4.4    | .7  | .3     | .7   | 9.1  |
| 2013–14 | واشنطن ويزاردز | 53  | 1   | 10.9  | .505    | .000   | .871 | 2.4    | .3  | .1     | .5   | 4.7  |
| 2014–15 | واشنطن ويزاردز | 79  | 0   | 15.6  | .513    | .000   | .707 | 3.6    | .7  | .1     | .7   | 6.6  |
| 2015–16 | نيويورك نيكس   | 48  | 0   | 11.0  | .410    | .000   | .826 | 2.6    | 1.0 | .2     | .8   | 3.9  |
| المسيرة |                | 374 | 31  | 15.7  | .483    | .000   | .720 | 3.5    | .6  | .2     | .8   | 6.1  |

### إن بي إيه بلاي أوف
| السنة   | الفريق         | لعب | بدأ | دقيقة | ميداني% | ثلاثية | حرة  | ارتداد | صنع | استلاب | تصدي | نقطة |
| ------- | -------------- | --- | --- | ----- | ------- | ------ | ---- | ------ | --- | ------ | ---- | ---- |
| 2014    | واشنطن ويزاردز | 4   | 0   | 1.5   | .000    | .000   | .000 | .5     | .0  | .0     | .0   | .0   |
| 2015    | واشنطن ويزاردز | 6   | 0   | 12.0  | .484    | .000   | .500 | 3.2    | .3  | .3     | .2   | 5.5  |
| المسيرة |                | 10  | 0   | 7.8   | .441    | .000   | .500 | 2.1    | .2  | .2     | .1   | 3.3  |

## روابط خارجية
- كيفن سيرافين على موقع الاتحاد الدولي لكرة السلة (الإنجليزية)
- كيفن سيرافين على موقع الدوري الأوروبي لكرة السلة (الإنجليزية)
- كيفن سيرافين على موقع إن بي أي (الإنجليزية)
- كيفن سيرافين على موقع سبورتس رفرنس (الإنجليزية)
- كيفن سيرافين على موقع الدوري الإسباني لكرة السلة (الإسبانية)
- كيفن سيرافين على موقع كرة السلة الأوروبية.كوم (الإنجليزية)
- كيفن سيرافين على موقع إي إس بي إن.كوم (الإنجليزية)
- كيفن سيرافين على موقع ريلجم (الإنجليزية)
- كيفن سيرافين على موقع بروبوليرز (الإنجليزية)
- كيفن سيرافين على موقع سبورتس رفرنس (الإنجليزية)